# 定期借地権
定期借地権（ていきしゃくちけん）とは1992年8月に施行された借地借家法に規定される借地権の一種。通常の借地権と異なり、当初定められた契約期間で借地関係が終了し、その後は更新できない。
- 借地借家法は、以下で条数のみ記載する。「借地借家法#定期借地権」も参照。

## 概要
通常の借地権には、存続期間満了後も借地契約の法定更新が認められ（第5条）、借地権設定者からの更新拒絶に制限があり（第6条）、借地権者に建物買取請求権（第13条）が認められるなど、借地権者に有利な扱いがされている。
これらの規定に反する特約で借地権者に不利なものは、無効とされる（第9条、16条）が、存続期間を50年以上として借地権を設定する場合は、契約の更新や建物買取請求権を認めない特約をすることができる（第22条）。この特約が付された借地権を定期借地権という。
この特約は書面によってしなければならない（同条後段）。

従来からの借地権が借地権者に有利で地主側に不利なため、地主が新たな借地契約を渋ったり、再開発の際に借地権者の同意を得るのに非常に手間が掛かっていた為に、不動産業界などから改正の要望があり、法律を改定して導入された制度である。

## 事業用定期借地権
専ら事業の用に供する建物の所有を目的として借地権を設定する場合は、事業用定期借地権を設定することができる。この事業用定期借地権には、以下のとおり二種類存在する（第23条）。
- 存続期間を30年以上50年未満として設定する場合：通常の定期借地権と同様の特約を定めることができる（同条1項）
- 存続期間を10年以上30年未満として設定する場合：特約がなくても、前述の借地権の規定は適用されない（同条2項）

事業用定期借地権の設定契約は公正証書によらなければならないとされている（同条3項）。

## 建物譲渡特約付借地権
設定後30年以上経過した日に借地上の建物を借地権設定者が買い取り、借地権を消滅させる旨の特約を定めることができる（借地借家法24条）。このような特約付きの借地権を建物譲渡特約付借地権という。この特約により借地権が消滅した場合、建物の継続使用者が請求すれば、建物賃貸借契約が成立したものとみなされる。

### 定期借地権付マンション
つくば方式
「スケルトン定借」により分譲されるマンション。つくば市にある旧建設省建築研究所で開発されたことから「つくば方式」と呼ばれるようになった。
スケルトンとは構造躯体のことで、定借は定期借地権のうち建物譲渡特約付借地権のことである。
マンション購入者全員で地主から定期借地権で借地をする（期間は通常50年だが、さらに長くなる場合もある）。建物は当初、マンション購入者の所有となるが、借地後30年で地主は建物のうち構造躯体（建物を支える柱や梁・屋根・外壁・エレベーター等)をマンション購入者から買取ることができる。この時点で借地契約は終了する。
継続居住希望の旧マンション購入者に対して地主はその建物躯体を賃貸することができる。